# XI Corpo de Exército (Alemanha)
O XI Corpo de Exército foi um Corpo de Exército da Alemanha durante a Segunda Guerra Mundial, se rendeu em Stalingrado no dia 2 de Fevereiro de 1943 sendo reformado logo em seguida, em Março de 1943.
Foi destruído em Cherkassy no dia 18 de Fevereiro de 1944 sendo reformado em Abril do mesmo ano.

## Crimes de Guerra
Soldados de um Panzerjagd anexado ao Corpo executaram o prefeito de Everode por insultar soldados e por covardia de sua parte em Abril de 1945. Um soldado desta unidades foi sentenciado a 2 anos de prisão pela execução no pós-guerra.

## Comandantes
| Comandante                                      | Data                                  |
| ----------------------------------------------- | ------------------------------------- |
| General der Artillerie Emil Leeb                | (1 Setembro 1939 - 1 Março 1940)      |
| General der Infanterie Joachim von Kortzfleisch | (1 Março 1940 - 6 Outubro 1941)       |
| General der Infanterie Eugen Ott                | (6 Outubro 1941 - 10 Dezembro 1941)   |
| General der Infanterie Joachim von Kortzfleisch | (10 Dezembro 1941 - 6 Maio 1942)      |
| Generaloberst Karl Strecker                     | (12 Junho 1942 - 2 Fevereiro 1943)    |
| Generaloberst Erhard Raus                       | (1 Março 1943 - ? Outubro 1943)       |
| General der Artillerie Wilhelm Stemmermann      | (5 Dezembro 1943 - 18 Fevereiro 1944) |
| General der Infanterie Rudolf von Bünau         | (1 Abril 1944 - 16 Março 1945)        |
| General der Artillerie Horst von Mellenthin     | (16 Março 1945 - 19 Março 1945)       |
| General der Infanterie Rudolf von Bünau         | (6 Abril 1945 - 8 Maio 1945)          |

## Área de Operações
- Polônia (Setembro de 1939 - Maio de 1940)[2]
- França (Maio de 1940 - Junho de 1941)
- Frente Oriental, Setor Sul (Junho de 1941 - Outubro de 1942)
- Stalingrado (Outubro de 1942 - Fevereiro de 1943)
- Frente Orintal, Setor Sul (Março de 1943 - Janeiro de 1944)
- Cherkassy   (Janeiro de 1944 - Fevereiro de 1944)
- Polônia, Silesia & Czecholsovakia   (Abril de 1944 - Maio de 1945)

## Membros Notáveis
Helmuth Groscurth (Ativo na resistência contra Hitler)

## Serviço de Guerra
| Data                  | Exército             | Grupo de Exército | Lugar                   |
| --------------------- | -------------------- | ----------------- | ----------------------- |
| Setembro 39           | 10º Exército         | Süd               | Bzura, Warschau         |
| Janeiro 40            | 6º Exército          | B                 | Niederrhein             |
| Junho 40              | z. Vfg.              | A                 |                         |
| Julho 40              | 9º Exército          | A                 | Aisne, Chemin des Dames |
| Agosto 40             | 4º Exército          | B                 | Westfrankreich          |
| Setembro 40           | 6º Exército          | C                 | Westfrankreich          |
| Novembro 40           | 6º Exército          | D                 | Westfrankreich          |
| Dezembro 40           | 1º Exército          | D                 | Westfrankreich          |
| Janeiro 41            | 1º Exército          | D                 | Westfrankreich          |
| Março 41              | 12º Exército         | OKH               | Serbien                 |
| Maio 41               | 2º Exército          | OKH               | Serbien                 |
| Julho 41              | 11º Exército         | Süd               | Pruth, Dnjepr           |
| Outubro 41            | 17º Exército         | Süd               | Donez                   |
| Novembro 41           | 6º Exército          | Süd               | Donez                   |
| Janeiro 42            | 1º Exército Panzer   | Süd               | Mius                    |
| Fevereiro 42          | --                   | Süd               | Mius                    |
| Junho 42              | 1º Exército Panzer   | Süd               | Donez, Don              |
| Agosto 42             | 6º Exército          | B                 | Stalingrado             |
| Dezembro 42           | 6º Exército          | Don               | Stalingrado             |
| Janeiro 43            | 6º Exército          | Don               | Stalingrado             |
| Após Restabelecimento |                      |                   |                         |
| Fevereiro 43          | --                   | B                 | Charkow                 |
| Março 43              | Armeeabteilung Kempf | Süd               | Charkow, Donez          |
| Agosto 43             | Armeeabteilung Kempf | Süd               | Charkow, Donez          |
| Setembro 43           | 8º Exército          | Süd               | Dnjepr, Tscherkassy     |
| Janeiro 44            | Wiederaufstellung    |                   | Generalgouvernement     |
| Abril 44              | 1º Exército Húngaro  | Nordukraine       | Karpathen, Stanislau    |
| Agosto 44             | 1º Exército Panzer   | Nordukraine       | Karpathen, Beskiden     |
| Outubro 44            | 1º Exército Panzer   | A                 | Beskiden, Slowakei      |
| Janeiro 45            | 1º Exército Panzer   | A                 | Beskiden, Slowakei      |
| Fevereiro 45          | 1º Exército Panzer   | Mitte             | Altvaterngebirge        |

## Ordem de Batalha
1 de Setembro de 1939
- 18ª Divisão de Infantaria
- 19ª Divisão de Infantaria

16 de Junho de 1940
- 7ª Divisão de Infantaria
- 211ª Divisão de Infantaria
- 253ª Divisão de Infantaria
- 267ª Divisão de Infantaria
- 269ª Divisão de Infantaria

3 de Setembro de 1941
- 257ª Divisão de Infantaria
- 125ª Divisão de Infantaria
- 239ª Divisão de Infantaria

2 de Janeiro de 1942
- 6. rumänische Kavallerie-Brigade
- 5. rumänische Kavallerie-Brigade
- 2/3 der 73ª Divisão de Infantaria

24 de Junho de 1942
- VI. rumänisches Korps
- 1ª Divisão de Montanha
- 1. rumänische Division
- 454 Sicherungs-Division

15 de Novembro de 1942
- 384ª Divisão de Infantaria
- 4ª Divisão de Infantaria
- 376ª Divisão de Infantaria

7 de Julho de 1943
- 320ª Divisão de Infantaria
- 106ª Divisão de Infantaria

26 de Dezembro de 1943
- 72ª Divisão de Infantaria
- 1/3 der 167ª Divisão de Infantaria
- 57ª Divisão de Infantaria
- SS-Freiwilligen-Sturmgeschütz-Brigade Wallonien
- 5. SS-Panzergrenadier-Division "Wiking"

16 de Septembro de 1944
- 168ª Divisão de Infantaria
- 254ª Divisão de Infantaria
- 96ª Divisão de Infantaria

1 de Março de 1945
- Kampfgruppe 1. Skijäger-Division
- 97. Jäger Division
- Kampfgruppe 371ª Divisão de Infantaria
- Parte 5. SS-Panzer-Division "Wiking
- Kampfgruppe 344ª Divisão de Infantaria